# 이칭일본전
이칭일본전（異稱日本傳, 일본어: 異称日本伝 이쇼니혼덴[*]）1688년(겐로쿠 원년) 성립, 에도 시대의 마쓰시타 겐린(松下見林)이 쓴 역사 연구서이다.
- 상권 3책・중권 8책・하권 4책으로 되어 있다. 30년간에 걸쳐 중국, 한국의 계 126종류의 서적 중에서, 일본에 관계되는 기사를 뽑아, 의문 제기와 비판 등을 더하여 편찬하였다.

## 각 권별 내용
- 상권 : 중국 한나라부터 원나라까지의 61종류의 서적을 연구
- 중권 : 중국 명나라 시대의 50종류의 서적을 연구
- 하권 : 한국의 15종류의 서적을 연구

## 수입
이 책은 당시 조선에도 반입되어, 한치윤이 편찬한 해동역사에 내용 일부가 인용되어 있다.

## 같이 보기
- 해동역사